# Odiellus simplicipes
Espèce
Synonymes
- Acantholophus simplicipes Simon, 1879
- Lacinius ruentalis Kraus, 1961

Odiellus simplicipes est une espèce d'opilions eupnois de la famille des Phalangiidae.

## Répartition
Cette espèce se rencontre en France dans les Pyrénées-Atlantiques et en Espagne de la Navarre aux Asturies.

## Description
Le mâle décrit par Roewer en 1923 mesure 7 mm.

## Systématique et taxinomie
Cette espèce a été décrite sous le protonyme Acantholophus simplicipes par Simon en 1879. Elle est placée dans le genre Odius par Roewer en 1912. Le nom Odius Thorell, 1876 étant préoccupé par Odius Lilljeborg, 1865, il a été remplacé par Odiellus par Roewer en 1923.
Lacinius ruentalis a été placée en synonymie par Sánchez-Cuenca et Prieto en 2014.

## Publication originale
- Simon, 1879 : « Les Ordres des Chernetes, Scorpiones et Opiliones. » Les Arachnides de France, vol. 7, p. 1-332.